# Jacek Bartłomiej Ogrodzki

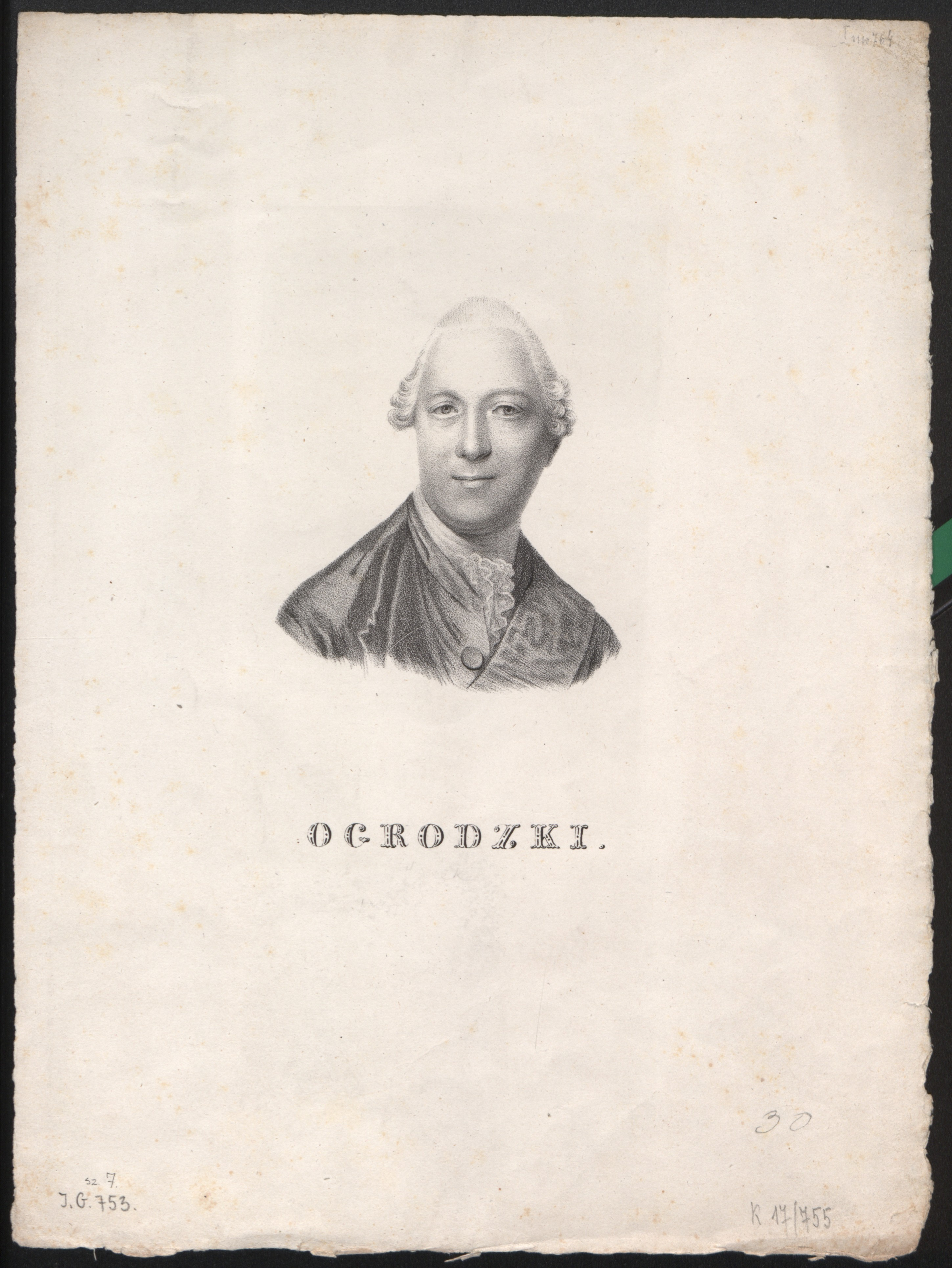
Porträt

Jacek Bartłomiej Ogrodzki (* 1711 in Polen-Litauen; † 1780 in Warschau, ebenda) war ein polnischer Politiker und Diplomat sowie Schriftsteller der Aufklärung. Seine Familie gehörte zur Wappengemeinschaft Rogala.

## Leben
Ab 1723 studierte er an der Krakauer Akademie. 1732 kam er an den Hof von Stanisław Poniatowski, dem Vater des späteren polnisch-litauischen Königs Stanislaus II. August Poniatowski. Andrzej Stanisław Załuski schickte ihn 1742 als Diplomat nach Dresden. 1748 wurde er Starost von Trachtemyriw. 1764 ergriff er während des Polnischen Bürgerkriegs von 1764 Partei für die Czartoryski. 1764 wurde er Vorsitzender des Königlichen Kabinetts von Stanislaus II. August Poniatowski. 1765 wurde er zum ersten Träger des Sankt-Stanislaus-Ordens. 1766 war er Abgeordneter auf dem Czaplic-Sejm und im Folgejahr auf dem Repnin-Sejm. 1771 wurde er Großsekretär der Krone. Er trat 1775 in den Ständigen Rat ein und leitete dort das Außenministerium. Im Jahr 1776 schloss er sich Andrzej Mokronowski an. 1778 erhielt er den Orden des Weißen Adlers. Er nahm regelmäßig an den Donnerstagmittagessen am Hof von Stanislaus II. August Poniatowski teil, wo er seine Lyrik vortrug. In den letzten Lebensmonaten erkrankte er schwer und starb in Warschau.